# Кастильо, Северино
Севери́но Касти́льо (исп. Severino Castillo, дата и место рождения и смерти неизвестны) — уругвайский футбольный функционер и тренер.

## Биография
О биографии Северино Катильо мало данных. Родился в конце XIX века, в 1910-е годы работал в клубной системе «Насьоналя» в качестве администратора или «смотрителя» (canchero). Именно Северино Кастильо нашёл в 6 утра 5 март 1918 года на стадионе «Парк Сентраль» тело покончившего с собой футболиста Абдона Порте и его предсмертную записку президенту Хосе Марии Дельгадо.
Позже, в 1919 году, Кастильо был назначен на должность главного тренера сборной Уругвая. Поскольку на этой должности должен был находиться специалист, обладавший тренерским опытом, по всей видимости, Кастильо в определённые моменты возглавлял «Насьональ», однако об этом данных также не найдено.
В 1919 году «селесте» отправилась защищать своё звание сильнейшей сборной Южной Америки в Рио-де-Жанейро. Уругвай выиграл первые два чемпионата Южной Америки и был близок к победе и на третьем турнире. Уругвайцы, как и бразильцы, обыграли обоих своих соперников, Аргентину и Чили, перед очным противостоянием в третьем туре. В игре с Чили (2:0) произошла трагедия — в одном из эпизодов вратарь Роберто Чери (которого Кастильо выставил на игру вместо основного голкипера Каэтано Сапорити) получил серьёзную травму. У Чери возникли осложнения в связи с паховой грыжей, и он умер в больнице 30 мая.
В третьей игре с хозяевами первенства уругвайцы повели 2:0 уже к 17 минуте (отличились Исабелино Градин и Карлос Скароне), но дубль Неко позволил бразильцам сравнять счёт. Был назначен «золотой матч», в котором зрители увидели забитый гол лишь в третьем добавленном тайме — на 122 минуте отличился Артур Фриденрайх. Это был самый долгий матч в истории чемпионатов Южной Америки и Кубка Америки, а Уругвай впервые потерпел поражение только в третьем континентальном первенстве.
Последние две игры под руководством Северино Кастильо Уругвай выиграл у Аргентины (2:0 дома и 3:1 в гостях) — это были товарищеские матчи, сыгранные в 1920 году. Затем тренерский штаб Уругвая возглавил Эрнесто Фиголи.

## Достижения в качестве тренера
- Вице-чемпион Южной Америки: 1919